# 国防工业人民委员部
国防工业人民委员部（俄语：Народный комиссариат оборонной промышленности）是二战前苏联的一个政府机构，隶属于苏联人民委员会。主管国防工业。

## 历史
1936年12月8日，苏联重工业人民委员部为主体改组为国防工业人民委员部。
1939年1月11日，拆分为4个人民委员部：
- 航空工业人民委员部
- 造船工业人民委员部
- 武器人民委员部
- 弹药人民委员部

## 部机关
位于莫斯科市Уланский переулок 16与22号，建筑于1936年。1939年后为航空工业人民委员部驻地。

## 历任人民委员
- 莫伊谢·利沃维奇·鲁希莫维奇(1936年12月8日-1937年10月15日)
- 米哈伊尔·莫伊谢耶维奇·卡冈诺维奇(1937年10月15日-1939年1月11日)